# Dubrovačka televizija
Dubrovačka televizija (DUTV) je hrvatska lokalna televizija koja se emitirala za grad Dubrovnik, od 2006. a prestala se emitirati 29. veljače 2024. zbog financijskih problema.
Televiziju je osnovao Dragan Banović 2005. godine.

## Emisije
Neke od poznatih emisija koje su se prikazivale na DUTV-u
- Građani o gradu (2009. – 2019.), u kojoj su sasvim obični građani govorili o tako reći običnim temama.
- Jedan na Jedan (2015. – 2024.), u kojoj su se obrađivale političke teme a gostovale su od lokalne do nacionalne razine poznate ličnosti. Posljednja epizoda prikazana je 22. veljače 2024.
- Točka gledišta u kojoj su se obrađivale političke ali i brojne ostale teme, uz dva gosta. Emisiju je vodila i uređivala glavna urednica DUTV-a, Marija Njavro.
- Radio koji se gleda, emisija koja se prikazivala ujutro, uz vizuale straduna i glazbe sa Radio Juga, jedno vrijeme se prikazivala i u sklopu emisije Jutro u gradu.
- I to je život (2020. – 2024.) , urednica i voditeljica bila je Ivana Mijić Vulinović, kasnije ju je zamijenila Orlanda Vlahušić Prkačin.
- Zdrav grad zdravog duha (2017. – 2024.), urednica i voditeljica Marta Vukadin

## Pokrivenost
Signalom s odašiljača Srđ u multipleksu MUX D na K28 UHF-a DU TV pratila se na cijelom području digitalne regije D9.

## Vanjske poveznice
- Služene stranice Dubrovačke televizije  Arhivirana inačica izvorne stranice od 17. svibnja 2014. (Wayback Machine)